# Stream from the Heavens
Stream from the Heavens (englisch für „Strom aus dem Himmel“) ist das einzige Album der finnischen Band Thergothon. Es wurde nach der Auflösung der Gruppe erstmals veröffentlicht, Jahre später als eine der bedeutendsten Veröffentlichungen für die Entstehung des Funeral Doom rezipiert und rückblickend als erstes vollwertiges Album im Genre bezeichnet. Hierüber wird dem Album ein Kultstatus als wesentliche Veröffentlichung im musikalischen Spektrum des Doom Metal zugesprochen.
Konzeptionell ist das Album auf das Werk von H.P. Lovecraft ausgerichtet. Die Texte aller Stücke sind am Cthulhu-Mythos orientiert, während die Musik die Stimmung des Mythos aufgreifen soll, um die Atmosphäre des Albums daraufhin auszurichten. So wird die Musik von Stream from the Heavens als besonders düster, langsam und schwer wahrgenommen. Sie gilt als reduzierte Weiterentwicklung des Death Doom unter dem Einfluss von Dark Ambient, Progressive- und Gothic-Rock.

## Geschichte
Die damals in Turku in Finnland ansässige Band Thergothon bestand zum Zeitpunkt der Aufnahmen von Stream from the Heavens aus dem Keyboarder und Sänger Niko Sirkiä, dem Gitarristen Mikko Ruotsalainen und dem Schlagzeuger und Sänger Jori Sjöroos. Der, noch an den Demo-Aufnahmen beteiligte, Gitarrist Sami Kaveri brachte sich nicht mehr in die Albumaufnahmen ein. Die Gruppe komponierte die Musik und verfasste die Texte laut Liner Notes ab dem Jahr 1990 bis zum Ende der Aufnahmen. Die Aufnahmen fanden von Oktober bis November 1992 statt und wurden von dem ansonsten als Musikproduzent unbekannten Markus Patrikainen begleitet. Das Album erschien erst im Juni 1994, nachdem sich die Gruppe bereits getrennt hatte.

### Entstehung
Im November 1991 nahm Thergothon das Demoband Fhtagn nagh Yog-Sothoth auf. Im Herbst 1992, begann die Band zwei Stücke des Demos zu überarbeiten und neue Stücke einzuspielen. Das überarbeitete sowie neue Material der Band zeichnete sich durch musikalische Einflüsse jenseits des Metals wie Gothic Rock, Dark Ambient und Progressive Rock aus. Niko Sirkiä verwies auf The Doors, Black Sabbath, Pink Floyd und Interpreten des Gothic Punk, anstelle der „Millionen Death-Metal-Bands, die es damals ringsherum gab.“

„Wir versuchten […] etwas Neues zu erschaffen in dem Sinne, dass wir unseren eigenen Stil finden wollten, statt andere Bands zu kopieren, wie es damals gang und gäbe war.“

Insbesondere mit Paradise Lost und Cathedral verwies Sirkiä dennoch auf Metal-Bands und Vorreiter der eigenen Entwicklung, die den Musikern allerdings, gerade mit der Reduzierung des Tempos, nicht weit genug gegangen waren. Als weitere Einflüsse aus dem Spektrum des Metal verwies er auf Musikgruppen wie Bathory, Black Sabbath, Tiamat und Mana Mana.
Bedeutsamer als der musikalische Einfluss schien ihm rückblickend jedoch die Suche nach Ausdrucksmöglichkeiten für ein von ihm als universell angesehenes Empfinden einer existentiellen Angst in der späten Adoleszenz. So beschrieb er die Musik als „eine geeignete Möglichkeit, die negativen Emotionen, die [die Bandmitglieder] erlebten, auszudrücken und auszutreiben.“ Als zentrales Ziel der Musik benannte Sirkiä so auch die Atmosphäre. Alle anderen Aspekte waren konzeptionell der Unterstützung der angestrebten Atmosphäre untergeordnet. Neben dem Einfluss musikalischer Vorbildern entstand der Klang der Band auch aus einem spielerischen Experiment mit dem Tempo der Stücke. So „langsam wie möglich“ zu spielen war ein spontaner Versuch der Gruppe, dessen Ergebnis den Musikern so gefiel, dass die Band bereits geschriebene wie neue Musik um das neu gesetzte Tempo arrangierte. Das Ziel Thergothons sei es gewesen über einen abgründig-schaurigen Klang eine ebensolche Atmosphäre zu kreieren, „als würden die Songs an Ort und Stelle gefrieren.“

### Nach den Aufnahmen
Nachdem der Aufnahmeprozess und die grafischen Gestaltung des Albums ohne Schwierigkeiten abgeschlossen werden konnte, blieb eine Veröffentlichung aufgrund von Problemen des Vertragspartners lange Zeit aus. Nach den Aufnahmen und vor der Veröffentlichung des Albums entschied die Gruppe sich aufzulösen. Sirkiä beschrieb die Auflösung als Konsequenz aus dem Eindruck, mit dem Projekt abgeschlossen zu haben. An anderer Stelle sprach er davon, dass die Gruppe des Metals bereits während der Entstehung des Albums zunehmend überdrüssig wurde. Sjöroos und Sirkiä formierten bald darauf das Dark-Wave-Projekt This Empty Flow.

### Veröffentlichungen
Am 15. Juni 1994 erschien Stream from the Heavens beim italienischen Independent-Label Avantgarde Music, das aus dem Black-Metal-Label Obscure Plasma Records hervorgegangen war, als erste Veröffentlichung unter dem neuen Labelnamen. Es enthielt sechs Stücke mit einer Gesamtspielzeit von 40:48 Minuten. Auch später erschienene Auflagen behielten diesen Umfang bei und enthielten kein zusätzliches Bonusmaterial.
Wiederveröffentlichungen erschienen im Jahr 2000 als CD über Avantgarde Music, als LP über Paniac Records im Jahr 2004, über Peaceville Records im Jahr 2009 als CD und Download sowie im Jahr 2014 als LP, im Jahr 2013 über Seventh Rule Recordings als LP und über Metal Star und Fono Ltd. im Jahr 2018 als limitierte CD in einem Mediabook-Einband. Sirkiä präferierte die Veröffentlichung als LP und beteuerte in den Liner Notes der Painiac-Veröffentlichung, dass die Zweiteilung des Albums durch den gezwungenen Seitenwechsel zu der ursprünglich gewünschten Form zählte.
Insbesondere der Veröffentlichung über Peaceville Records 2009 wird die Popularisierung des Albums zugesprochen. Im gleichen Jahr erschien die Thergothon gewidmete Kompilation Rising of Yog-Sothoth: Tribute to Thergothon, die als Anerkennung und Bestätigung des Kult-Status und Einfluss Thergothons beurteilt wurde.

## Albuminformationen
Das im Juni 1994 veröffentlichte Konzeptalbum enthält sechs separate Stücke, mit einer Gesamtspielzeit von 40:48 Minuten. Der Sänger und Keyboarder Sirkiä übernahm die grafische Aufbereitung des Begleitmaterials des an den Cthulhu-Mythos angelehnten Albums. Die langsamen und langen, von Fremdeinflüssen geprägten Stücke von Stream from the Heavens präsentierten eine für damaligen Metal neuartige und ungewöhnliche Spielform.

### Texte und Konzept
Die Texte rekurrieren auf H.P. Lovecraft. In Interviews, die Sirkiä Jahre nach der Veröffentlichung des Albums gab, deutete er an, Hauptautor der am Cthulhu-Mythos orientierten Texte zu sein. Demgegenüber ist im Begleitmaterial aller Veröffentlichungen die Gruppe als Urheber genannt. Die lyrische Orientierung am Cthulhu-Mythos wurde durch Thergothons Vorbild zu einem festen Teil des Themenfundus im Funeral Doom. Dabei dient, ausgehend von einer generalisierbaren juvenilen Existenzangst, der Cthulhu-Mythos Thergothon als Archetyp des Grauens und der Angst vor dem Unbekannten, der fehlenden Kontrolle über das eigene Leben und der eigenen Bedeutungslosigkeit in der Welt. Text und Musik sollten einander zur angestrebten abgründigen Atmosphäre symbiotisch verstärken. Sirkiä verwies hinzukommend auf Trancezustände und Träume, die seine Texte beeinflusst hätten. Auch den Einfluss Lovecrafts erläutert er mit der von ihm als eindringlich beschriebenen Atmosphäre, die für ihn „jedoch weit über den reinen Horror hinaus“ rage und besonders die Spannungsbögen sowie die nur zum Teil langsam gelösten Mysterien und Rätsel der Erzählungen beinhalte.

„Ich nahm meine Lyrics für die ersten Lieder mit Bezug auf Lovecraft sehr ernst, weil sie die Musik ergänzen sollten und umgekehrt. Abgelegene Orte, die ich mir angesehen habe, meine Träume … Rein Instrumental wollte ich die Stimmung bestimmter Erzählungen umsetzen und ließ mich dabei von jenen Erfahrungen leiten.“

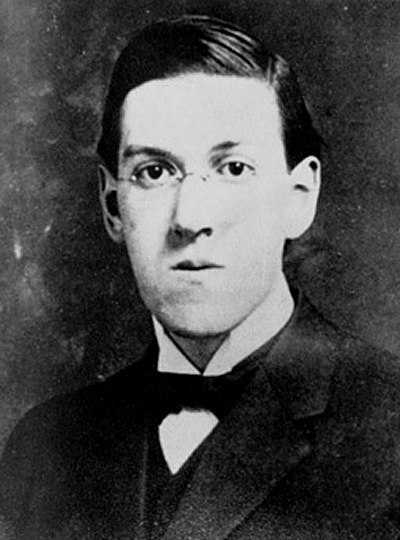
H. P. Lovecraft, Fotografie aus dem Jahre 1915

Sirkiä führte Der leuchtende Trapezoeder, Schatten über Innsmouth, Der Fall Charles Dexter Ward, Berge des Wahnsinns, Die Farbe aus dem All und Cthulhus Ruf als beeinflussende Erzählungen an. Dabei griff Sirkiä im Stück Elemental auf den populären Necronomicon-Vers „That is not dead which can eternal lie, and with strange æons even death may die.“ des fiktiven wahnsinnigen Lyrikers aus Sanaa, Abdul Alhazred, zurück. In den Stücken Yet the Watchers Guard und The Unknown Kadath in the Cold Waste verkündete er laut Hill von drohendem Unheil einer verfallenden Welt. Hill führt zur Verdeutlichung zwei Passagen aus Yet the Watchers Guard an:
The towers they stand so tall and proud

At the planes of the planets of madness

The realm of wind and the darkened deities

The black goat of the woods with the thousand young

[…]

Despite the waste outlook this region is inhabited

The unholy presence of these ancient beings is almost touchable

They can neither see them nor touch them, but you can

Feel them present at all the times and you can smell them,

Smell their foul presence…

### Musikstil
Die auf Stream from the Heavens präsentierte Musik wird von Rezensenten als besonders langsam und düster benannt. Hierbei werden unter anderem Adjektive wie schaurig und trostlos, zähflüssig, erstarrt und erkaltet, monoton, monolithisch und lavaartig zur Beschreibung genutzt. Gegenüber dem Demo habe sich die Band von Gothic Rock, Dark Ambient und Progressive Rock beeinflussen lassen. Die Einsätze des Keyboards verliehen der Musik zusätzliche räumliche Tiefe und dezente Melodieansätze.
Instrumental reduziere die Band den Klang auf ein schweres, verzerrtes, aber sehr langsames Gitarrenspiel, ein düster klingendes und ebenso langsames Schlagzeug und einen gelegentlich eingestreuten Orgelklang im Hintergrund. Der Gesang mische finsteres Growling, das mitunter als das „kälteste je gehörte Knurren“ beschrieben wird, mit einer zweiten klar vortragenden Stimme, die sich eher „einer bedrückenden Tonlage hingibt.“ Als markante Elemente werden das extrem langsame und kraftvolle Riffing sowie das transportierte Gefühl der Depression benannt. Das Album paare hierzu „Heaviness“ mit „Monotonie“ und umgebe sich mit einer „depressiv-verzweifelten, zuweilen gar destruktiven Aura.“ Für Hill ist ein hervorgerufenes Gefühl, „eine LP zu langsam abzuspielen“ ein „Grundeindruck“ des gesamten Albums. Ursächlich für diesen Eindruck sei das „nicht vorhandene Tempo“ und die markante „Tonhöhe beziehungsweise -tiefe.“

### Gestaltung
Die Gestaltung des Albums und Begleitmaterials wurden von Sirkiä selbst übernommen. K. Sirkiä fotografierte das Cover-Bild, einen tief stehenden Sonnenunter- oder -aufgang mit einem kaum identifizierbar monolithisch in den rechten Bildraum ragenden Turm. Die Farbgebung des Sonnenuntergangs changiert zwischen orange und violett, während Turm und Umgebung als schwarze Flächen zu sehen sind. Näheres zu der Identität von K. Sirkiä und ein eventuelles Verwandtschaftsverhältnis zu Niko Sirkiä ist nicht bekannt. Dem Bild wurde von Odile Aurora Strik als Oscar Strik in einer für das Webzine Doom-Metal.com verfassten Rezension eine „ominöse“ Ausstrahlung zugesprochen.
Im Begleitheft sind neben den Informationen zur Aufnahme die Liedtexte in einer kalligrafiert wirkenden Schrift in weiß auf schwarzem Grund abgedruckt. Punktuelle Variationen der Gestaltung fanden mit unterschiedlichen Auflagen des Albums statt. Bei solchen Neuauflagen wurden die Position und die Farbe des Bandschriftzugs sowie jene des Albumtitels von Orange zu Weiß verändert. Die sonstige Gestaltung blieb indes erhalten.

## Rezeption und Einfluss
Das anfangs nur geringfügig beachtete Stream from the Heavens entwickelte sich nach seiner Erstveröffentlichung zu einem Klassiker des gesamten Doom-Metal-Spektrums und zu jenem Album, das als die einflussreiche Erfindung des Funeral Doom von Kritikern, Genrechronisten und Musikern gleichermaßen gewertet wird. Insbesondere in den Genre-Retrospektiven und -Listungen wird auf die Pionierleistung und Genredefinition Thergothons durch Stream from the Heavens verwiesen.
Nach der Erstveröffentlichung wurde das Album vornehmlich in Fanzines besprochen, dort allerdings hoch gelobt. In der professionellen internationalen Musik- und Szenepresse wurde Stream from the Heavens hingegen kaum wahrgenommen. Im Nachhinein wurde das Album jedoch als seinerzeit unterschätzt eingestuft. Erst nach der zunehmenden Verbreitung des Genres und einer Wiederauflage des Albums wurde Stream from the Heavens in der internationalen Metal-Presse stärker thematisiert. So wird dem Album eine hohe Qualität und eine ebenso hohe Bedeutung für den Doom Metal insgesamt und das Subgenre Funeral Doom insbesondere zugeschrieben.
Garry Sharpe-Young schrieb in seinem Doom-, Gothic- und Stoner-Metal-Lexikon A-Z of Doom, Goth & Stoner Metal im Jahr 2003, dass die Band dafür bekannt wurde, dass sie „eines der melancholischsten und trostlosesten Doom-Alben aller Zeiten“ veröffentlicht hätte. Das Decibel Magazine führte Stream from the Heavens 2014 auf dem neunten Platz der 100 Top Doom Metal Albums of all Time, das Deaf Forever hingegen im gleichen Jahr auf Platz 34 der Liste Die 50 besten Doom-Alben aller Zeiten sowie als Teil der Liste 20 essentielle Black/Death-Doom-Alben. In diversen ähnlichen Listen wird das Album ebenso aufgeführt. So erwähnt das britische Magazin Metal Hammer Stream from the Heavens unter den The 10 Essential Doom Metal Albums, das Webzine Loudwire unter den The Best Metal Albums of 40 Subgenres und auf Platz 6 der Top 25 Doom Metal Albums of All Time. Chris Chantler setzt in der Besprechung des Albums im Zuge der für Metal Hammer verfassten Liste die Band und das Album in seiner Bedeutung für die Entwicklung des Doom Metals und des nachfolgend eigenen Genres in Relation zu Winter, EyeHateGod, Disembowelment und Unholy. Dabei urteilt er, dass keine andere Band erschreckenderes erschaffen habe „als die nicht-euklidische Geometrie der finnischen Pionierband Thergothon, deren einziges Album ein eiszeitlich lovecraftscher Albtraum sei, der immer noch seine weit entfernte Mystik ausstrahlt.“ J. J. Anselmi lobte das Album in seiner der Geschichte des Doom Metal gewidmeten Genrechronik Doomed to Fail im Jahr 2020. „Auf voller Lautstärke“ so Anselmi, stünde Stream from the Heavens „unanfechtbar als eines der schwersten Doom-Alben aller Zeiten.“
Entsprechend solcher Einordnungen gilt Stream from the Heavens als Ausgangspunkt des Genres und „Geburtstunde des Funeral Doom“, „Wegmarke des Doom Metals“ sowie als ein unbeabsichtigter „Genrepionier“, der „eine tonale Blaupause für den damals noch unbenannten Funeral Doom“ bot. Als diese Blaupause greifen Rezensenten die Band und ihr Album häufig als Ur- und Vergleichswerk für jeweils aktuell zu besprechende Veröffentlichungen im Genre auf. Ebenso verweisen unterschiedliche dem Genre zugerechnete Interpreten und Musiker wie Kostas Panagiotou, Nortt, Sacha Dunable, Jonathan Théry, John del Russi und mehr auf Stream from the Heavens als bedeutsamen Einfluss für das eigne Schaffen. Indes äußerte sich Sirkiä irritiert über die Anerkennung und Bedeutung des Albums und gab an, weder Metal oder Funeral Doom noch die Aufnahmen von Thergothon zu hören. Zu Metal habe er jenseits weniger Ausnahmen keinen Bezug mehr und Thergothon höre er nicht, da er dabei lediglich „die Verspieler und Fehler“ wahrnehmen würde.

„Eigentlich macht es mich mehr demütig als stolz. Es ist immer ein großartiges Gefühl, wenn jemand ankommt, um sich mit dir zu unterhalten, und die Sachen lobt, die du machst - obwohl es mich in dem Moment immer etwas verwirrt, weil es so unerwartet kommt. Aber es ist toll, dass die Musik diesen Leuten so viel bedeutet.“